# ネッツトヨタ熊本
ネッツトヨタ熊本株式会社（ネッツトヨタくまもと）は、熊本県熊本市に本社を置くトヨタ自動車の販売会社。通称「ネッツ熊本」。
キャッチコピーは「とりあえずNetz KUMAMOTO」

## 概要
熊本県内一円を販売エリアとするトヨタ自動車の販売チャンネル（ネッツ店）である。元々はトヨタオート店のディーラー「トヨタオート熊本」だった。熊本県では、トヨタビスタ店のネッツ店との販売チャンネルの統合・再編により、元々トヨタビスタ店のディーラーだった「トヨタビスタ熊本」が2004年4月に社名変更した「ネッツトヨタ中九州（トヨタカローラ熊本グループ）」も同じ熊本県内一円を販売エリアとして競合している。ただ「ネッツ中九州」は熊本市内（3店舗）と玉名・八代の計5店舗であるのに対し、「ネッツ熊本」は、熊本市内や郡部など、熊本県内の広範囲に店舗・サービス網を持つ。
熊本県の民放テレビ・ラジオ各局のスポットCMを大量に流しており、最近は地元ローカルタレントの藤本一精を起用し、彼が出演しているレギュラー番組「RKKワイド夕方いちばん」（RKK熊本放送）のコーナー「街角ゲッチュー」を真似たCMが放送されている。一精が各店舗にお邪魔して、スタッフと絡み、最後にそれぞれの店舗のスタッフが全員集合して「街角ゲッチュー」ならぬ「街角ネッツ〜」と唱和するもの。一精が出演する月曜の「夕方いちばん」の番組スポンサーになっているため、番組内のCMでも流れる。
2010年4月1日より、全店舗において、店舗の名称が「ネッツワールド○○店」となった。

## 不祥事
2024年8月9日、封印取付け業務について、使用済み封印の再利用をしていたとして国土交通省熊本運輸支局より6ヶ月間の封印取付けの委託停止となった。委託停止期間中は、行政書士による封印取付けの協力を頂き対応するとしている。

## 店舗
- ネッツワールド東バイパス店 : 熊本市東区新南部6-3-125
- ネッツワールド清水店 : 熊本市北区飛田4-9-133
- ネッツワールド健軍桜木店 : 熊本市東区桜木1-19-26
- ネッツワールド浜線店 : 熊本市南区出仲間9-2-50
- ネッツワールド田崎店 : 熊本市西区上代1-2-1
- ネッツワールド川尻店 : 熊本市南区南高江6-4-12
- ネッツワールド玉名店 : 玉名市岱明町庄山634-5
- ネッツワールド荒尾店 : 荒尾市増永1901-2
- ネッツワールド山鹿店 : 山鹿市鹿本町御宇田679-1
- ネッツワールドアンビー合志店 : 合志市竹迫2298
- ネッツワールド阿蘇店 : 阿蘇市黒川33-3
- ネッツワールド松橋店 : 宇城市松橋町両仲間97-1
- ネッツワールド八代店 : 八代市長田町3231-1
- ネッツワールド人吉店 : 人吉市下林町223-3
- ネッツワールド水俣店 : 水俣市昭和町2-1-5
- ネッツワールド天草店 : 天草市東浜町7-6

中古車販売店舗
- 東バイパスマイカーセンター : 熊本市東区御領3-18-15
- オートモール コラス御船店 : 上益城郡御船町小坂塘下1512-1

その他
- ボディーショップ甲佐センター：上益城郡甲佐町白旗1851-1

## その他の熊本県内のトヨタ販売店
- 熊本トヨタ自動車（トヨタ店）
- 熊本トヨペット（トヨペット店）
- トヨタカローラ熊本（トヨタカローラ店）
- ネッツトヨタ中九州（ネッツ店、カローラ熊本グループ、同じく熊本県内全域を営業拠点としている競合）